# Moto Guzzi MGS-01 Corsa
Die Moto Guzzi MGS-01 Corsa ist ein Motorrad des italienischen Herstellers Moto Guzzi der Kategorie Supersportler, das von 2004 bis 2006 in Mandello del Lario in limitierter Stückzahl auf Kundenbestellung gebaut wurde. Der Name steht für Moto Guzzi Sport und die laufende Prototypen-Nummer 01.

## Geschichte
Der Supersportler wurde als Studie MGS/01 im September 2002 auf der Intermot in München vorgestellt, ein Jahr später als äußerlich kaum zu unterscheidender Prototyp MGS-02 auf der EICMA in Mailand präsentiert und im Oktober 2003 in seriennahem Entwicklungsstand auf der internationalen Motorrad- und Zweiradmesse „Mondial Du Deux Roues“ in Paris ausgestellt.
Eine Version mit Straßenzulassung unter der Bezeichnung MGS-01 Serie sollte ab Oktober 2004 käuflich sein. Das Modell wurde schließlich nur als Rennversion Corsa für knapp 29.000 Euro (dafür in spezieller Holzverpackung mit rotem Logo MGS-01 Corsa) ausschließlich in der typischen Moto-Guzzi-Farbe rosso corsa (auf Deutsch: Rennrot) geliefert. In Deutschland organisierten z. B. die Moto-Guzzi-Händler Hökenschnieder (heute Casa di Moto GmbH) in Bielefeld und DÄS-Mototec in Ruppertshofen auf Kundenwunsch die Straßenzulassung einschließlich dem nötigen Umbau (Lichtanlage, Spiegel usw.).
Das Motorrad wurde auf Initiative von Ivano Beggio, dem Inhaber des damaligen Mutterunternehmens Aprilia, in Zusammenarbeit mit dem Rennmotorrad-Hersteller und Tuner Ghezzi & Brian im 25 km entfernten Missaglia primär für den Einsatz auf Rennstrecken entwickelt. Es erreicht nach Herstellerangaben eine Höchstgeschwindigkeit von 251 km/h auf der Straße und bis zu 285 km/h unter Rennbedingungen. Das Leergewicht beträgt 215 kg (fahrfertig, vollgetankt).

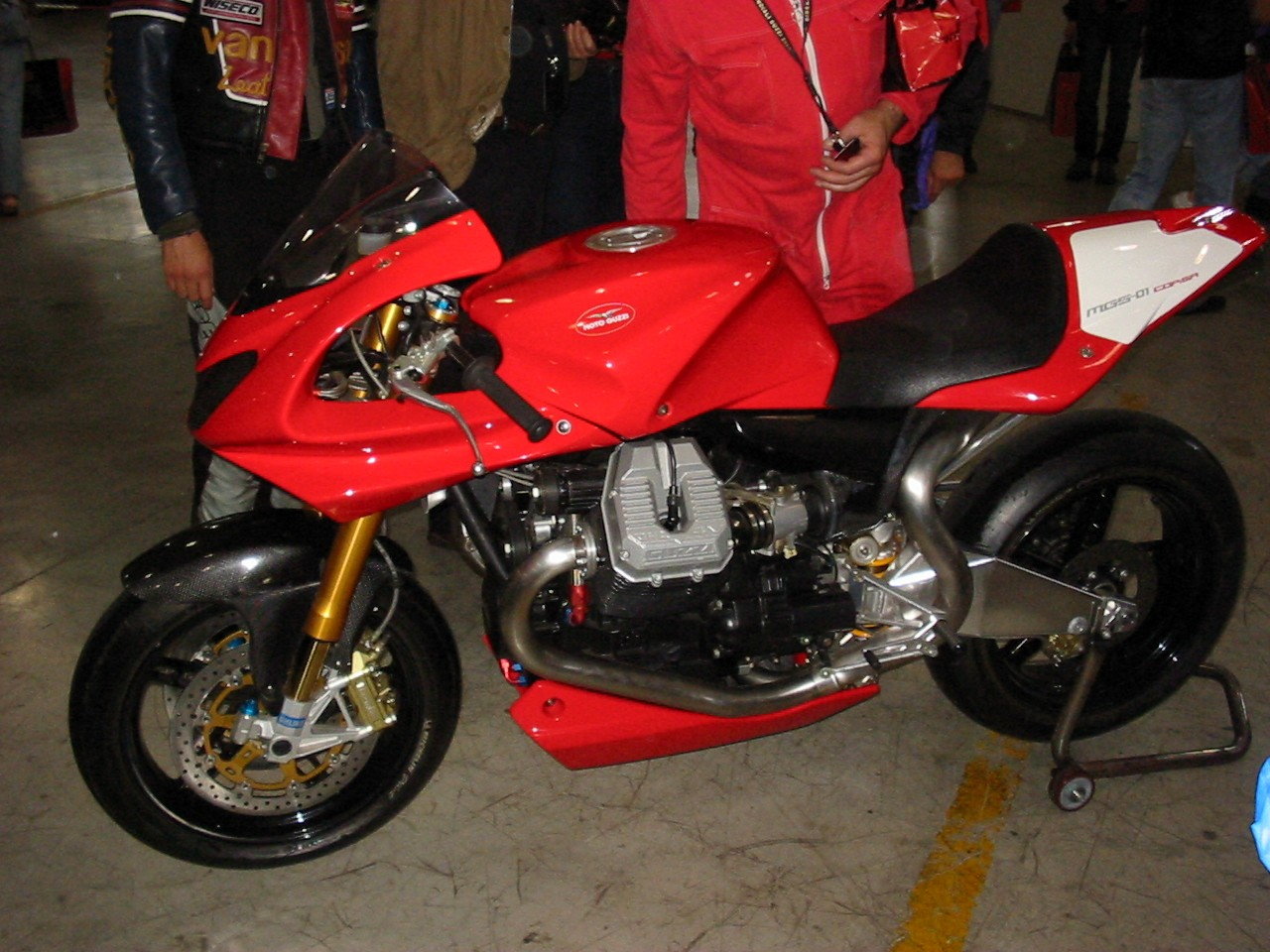
MGS-01 Corsa (2006)

2011, im Rahmen der Sanierung durch Piaggio, stellte Moto Guzzi die Produktion der MGS-01 Corsa nach ca. 130 Stück (gemäß den meisten Internet-Quellen) ohne Nachfolgemodell ein.

## Technische Daten

### Antrieb
Der luft-/ölgekühlte Zweizylinder-Viertaktmotor war mit 1225 cm³ Hubraum der größte und stärkste Motor, den Moto Guzzi jemals gebaut hatte. Zum Zeitpunkt der Markteinführung war er außerdem der stärkste luftgekühlte V2-Motor der Welt. Er erzeugt eine Nennleistung von 94 kW (128 PS) bei einer Drehzahl von 8000 min−1 und ein maximales Drehmoment von 113 Nm bei 6200 min−1. Der längs eingebaute V-Motor hat, wie alle V-Motoren von Moto Guzzi seit 1967, einen Zylinderwinkel von 90 Grad. Die Zylinder haben eine Bohrung von 100 mm Durchmesser, die Kolben einen Hub von 78 mm bei einem Verdichtungsverhältnis von 11,6 : 1. Pro Zylinder steuert eine obenliegende, zahnriemengetriebene Nockenwelle über Kipphebel je zwei Ein- und Auslassventile. Die Kolben mit drei Kolbenringen stammen von Cosworth.
Eine elektronisch geregelte Saugrohreinspritzung von Magneti-Marelli mit zwei mechanisch gekoppelten Drosselklappen mit 50 mm Durchmesser bildet das Gemisch. Der Kraftstofftank fasst 18,5 Liter.
Eine hydraulisch betätigte Zweischeiben-Trockenkupplung trennt den Motor vom Sechsgang-Getriebe.
Die 2-in-1 Auspuffanlage mit zentralem Schalldämpfer unter dem Sitz besteht aus rostfreiem Edelstahl. Für die Straßenzulassung wurde zur Abgasnachbehandlung gemäß der Abgasnorm Euro 3 ein geregelter Drei-Wege-Katalysator mit zwei Lambdasonden nachgerüstet.

### Rahmen und Fahrwerk
Die MGS-01 Corsa hat einen Brückenrahmen aus Stahlrohr. Die Motor-Getriebe-Einheit ist mittragend.
Das Vorderrad wird von einer „Up-side-down“-Teleskopgabel von Öhlins mit 46 mm Standrohrdurchmesser und 120 mm Federweg geführt. Hinten wird die Zweiarmschwinge aus Aluminium über ein Öhlins-Zentralfederbein mit einem progressiv wirkenden Hebelsystem, einer Momentabstützung und 125 mm Federweg gedämpft. Sowohl vorne als auch hinten sind Federbasis, Zug- und Druckstufendämpfung verstellbar. Die Kraft überträgt ein Kardanantrieb mit einer Kardanwelle im rechten Schwingarm auf das Hinterrad. Eine Momentabstützung ist rechts angebracht.

### Bremsanlage
Am Vorderrad verzögert eine hydraulisch betätigte Doppelscheibenbremse mit radial geschraubten Vierkolben-Festsätteln von Brembo. Die halbschwimmend gelagerten Bremsscheiben haben einen Durchmesser von 320 mm. Die auch hydraulisch betätigte hintere Scheibenbremse mit 220 mm Durchmesser hat einen Doppelkolben-Schwimmsattel. Ein Antiblockiersystem ist nicht verfügbar.